# Protoreaster lincki
Protoreaster linckiは、コブヒトデ科の一種。

## 解説
30 cm。５本腕。西インド洋に生息。西オーストラリア州にも少数の個体が生息する。時々群れで生息する。
赤い突起に白い体をしている。
肉食で、他のヒトデも捕食するため、飼育するときはリンクコブヒトデより小さいものを飼育するのは難しい。